# Elytranthe albida
Elytranthe albida là một loài thực vật có hoa trong họ Loranthaceae. Loài này được (Blume) Blume mô tả khoa học đầu tiên năm 1830.